# باولو جوتشي
كان باولو جوتشي (فلورنسا، 29 مارس 1931) - (لندن، 10 أكتوبر 1995) رائد أعمال ومصمم ايطالي.

## السيرة الذاتية
بدأ ابن ألدو جوتشي وحفيدجوتشيو جوتشي، مؤسس دار الأزياء التي تحمل الاسم نفسه، العمل في شركة العائلة في أواخر الستينيات كمصمم رئيسي. وفي عام 1978 أصبح نائب رئيس الشركة نفسها.
في عام 1980، حاول أن ينشئ بمفرده خطًا من إكسسوارات الملابس والمفروشات باستخدام اسم الشركة دون الحصول على إذن، وبالتالي دخل في نزاعات قانونية مع بقية أفراد العائلة. بسبب انتهاك حقوق النشر، تم حظر أنشطته وأجبر على استخدام اسمه الشخصي "Paolo Gucci" 
في عام 1984، كنوع من الانتقام، قام بإزالة والده ألدو من الشركة بمساعدة ابن عمه ماوريتسيو، الذي أصبح مؤخرًا المساهم الأكبر. بالإضافة إلى ذلك، أبلغ باولو دائرة الإيرادات الداخلية بالتهرب الضريبي الذي تورط فيه والده ألدو، والذي حُكم عليه في عام 1986 بالسجن لمدة عام ويوم واحد. في عام 1987، باع جميع أسهمه في Gucci إلى شركة Investcorp مقابل 42.5 مليون دولار.
بسبب الإنفاق الباهظ والقرارات التجارية السيئة، أعلن افلاسه عام 1993.
توفي في لندن عن عمر يناهز 64 عامًا في 10 أكتوبر 1995 اثر اصابته بالتهاب الكبد المزمن، وبعد سبعة أشهر من مقتل ابن عمه ماوريتسيو.

## حياته الخاصة
في عام 1952 تزوج من إيفون موشيتو وأنجب منها ابنتان: إليزابيتا وباتريزيا. تطلق الاثنان في عام 1977 وتزوج غوتشي مرة أخرى في نفس العام من جيني جاروود، وأنجب منها ابنة، جيما. انفصل الاثنان في عام 1990 وعندها بدأ باولو جوتشي علاقة مع بيني أرمسترونج، التي تصغره بأربعين عامًا، وأنجب منها ابنتان أخرتان: أليسا وغابرييل.
في عام 1994 ، حُكم عليه بالسجن خمسة أسابيع لإخفاقه في دفع نفقه اعالة الأطفال لزوجته الثانية جيني جاروود وابنتهما.

## الثقافة الجماهيرية
في فيلم بيت جوتشي (2021) لعب دوره الممثل جاريد ليتو. أعربت ابنة باولو غوتشي، باتريسيا، إلى جانب ورثة آخرين من عائلة غوتشي، عن انتقادات لاذعة للصورة الكاريكاتورية وغير الدقيقة للأب والأسرة بأكملها، خاصة فيما يتعلق بسرد الحقائق وأيضًا بشأن مكياج الممثل قليل الشبه بوالدها.

## الكلمات ذات الصلة
- غوتشي
- ألدو غوتشي
- موريزيو دأنكورا
- ماوريتسيو غوتشي

## روابط خارجية
Categoria:Voci con codice VIAF
Categoria:Voci con codice WorldCat Identities
Categoria:Voci biografiche con codici di controllo di autorità